# Carenesycha carenata
Carenesycha carenata är en skalbaggsart som beskrevs av Martins och Maria Helena M. Galileo 1990. Carenesycha carenata ingår i släktet Carenesycha och familjen långhorningar. Inga underarter finns listade.